# Emma Lowndes
Emma Lowndes (Salford, 1975) è un'attrice britannica.

## Biografia
Studentessa all'Università di York e alla RADA, è allieva di noti attori come Albert Finney e Harold Riley. Suo fratello è l'ex calciatore Nathan Lowndes e ha una sorella di nome Katie. Vive a Londra con il suo compagno, l'attore Jason Merrells con cui ha avuto una figlia.

## Filmografia parziale

### Cinema
- Tutto o niente (All or Nothing), regia di Mike Leigh (2002)
- La sfida delle mogli (Military Wives), regia di Peter Cattaneo (2019)

### Televisione
- Waking the Dead (2005)
- Doctors (2008)
- Testimoni silenziosi (2011)
- Downton Abbey (2014)
- The Musketeers (2015)